# Casimiro de Abreu (miasto)
Casimiro de Abreu – miasto i gmina w Brazylii, w stanie Rio de Janeiro. Znajduje się w mezoregionie Baixadas i mikroregionie Bacia de São João.  Obecną nazwę nosi od 1925 na część romantycznego poety Casimira de Abreu, który się w nim urodził w 1839 roku.